# Ricardo Molinari
Ricardo Eufemio Molinari (20 de mayo de 1898 - 31 de julio de 1996) fue un poeta argentino. Nació en Buenos Aires y quedó huérfano cuando tenía cinco años, viviendo después con su abuela, Bartola Delgado de Molinari. Abandonó sus estudios para convertirse en un precoz poeta.

## Carrera
Su primera obra fue El Imaginero (1927). Contribuyó a la revista de vanguardia Martín Fierro, al igual que otros grandes escritores argentinos como Jorge Luis Borges. En 1933 viajó a España, donde se reunió con los miembros de la Generación del 27. 
Ricardo Molinari fue considerado un destacado emergente que surgió de un grupo de escritores que fue conocido como el Grupo Florida, denominado así porque la revista en la que publicaban se ubicaba en las cercanías de dicha calle de Buenos Aires, y se reunían en la Confitería Richmond, que incluyó escritores como Victoria Ocampo, Leopoldo Marechal, Oliverio Girondo, entre otros muy destacados escritores argentinos, en contraposición dialéctico literaria con el recordado Grupo Boedo, que publicaba en la Editorial Claridad y se reunía en el Café El Japonés, de raigambre mucho más humilde, con integrantes como Roberto Arlt, entre otros.
Después de casarse, trabajó en el Congreso de la Nación hasta su jubilación. Fue premiado en 1958 con el Premio Nacional de Poesía por su trabajo Unida Noche y se convirtió en un miembro de la Academia Argentina de las Letras en 1968. En 1969 fue distinguido con el Gran Premio de Honor de la SADE. En 1984 la Fundación Konex le otorgó el Premio Konex de Platino en Letras.

## Cronología de premios
- 1957. Unida noche (Primer Premio Nacional)
- 1963. El cielo de las alondras y las gaviotas (Premio John F. Kennedy)
- 1969. Gran Premio de Honor de la Sociedad Argentina de Escritores
- 1970. La hoguera transparente (Premio Santa Fe a la Ciencia, Artes y Letras)
- 1976. Gran Premio de Honor de la Fundación Argentina para la Poesía
- 1977. La cornisa (Premio de la Fundación Lorenzutti)
- 1980. Pluma de Honor del PEN Club de la Argentina
- 1984. Premio Konex de Platino
- 1986. Gran Premio del Fondo Nacional de las Artes
- 1992. Gran Premio Consagración Internacional

## Principales obras
- El Imaginero, 1927
- Hostería de la rosa y el clavel, 1933
- Una rosa para Stefan George, 1934
- El Tabernáculo, 1937
- La tierra y el héroe, 1939
- La corona, 1939
- El alejado, 1943
- Mundos de la madrugada, 1943
- El huésped y la melancolía, 1946
- Esta rosa oscura del aire, 1949
- Días donde la tarde es un pájaro, 1954
- Cinco canciones a una paloma que es el alma, 1955
- Oda a la pampa, 1956
- Un día, el tiempo y las nubes, 1964
- La hoguera transparente, 1970
- La Escudilla, 1973
- Las sombras del pájaro tostado, 1975